# Kim Gwi-hyeon
Kim Gwi-hyeon (kor. 김귀현; * 4. Januar 1990 in Sinan-gun) ist ein südkoreanischer Fußballspieler.

## Karriere
Kim Gwi-hyeon erlernte das Fußballspielen in der Jugendmannschaft von CA Vélez Sarsfield in der argentinischen Hauptstadt Buenos Aires. Hier stand er von 2011 bis 2012 in der zweiten Mannschaft unter Vertrag. 2013 wechselte er in sein Heimatland und schloss sich dem Daegu FC an. Das Fußballfranchise aus Daegu spielte in der ersten Liga, der K League 1. Ende 2013 musste er mit Daegu in die zweite Liga absteigen. 2015 wechselte er zum Gyeongju Citizen FC. Der Klub aus Gyeongju spielte in der dritten Liga. Mitte 2015 verließ er den Drittligisten und ging zum Al-Nasr SC in den Oman. Nach einem Jahr zog es ihn in den Iran, wo er einen Vertrag beim Sanat Naft Abadan in Abadan unterschrieb. Mit dem Verein spielte er in der ersten Liga, der Persian Gulf Pro League. Von Mitte 2017 bis Mitte 2018 spielte er in Katar beim Al-Ahli SC. Zur Rückserie 2018 wechselte er nach Thailand, wo er für den in der zweiten Liga, der Thai League 2, spielenden Krabi FC aus Krabi auf dem Spielfeld stand. Ende 2018 musste Krabi in die dritte Liga absteigen. Nach dem Abstieg verließ er Krabi und schloss sich im Oman dem Erstligisten Mirbat SC aus Mirbat an. Hier stand er bis zum 30. Juni 2020 unter Vertrag.
Seit dem 1. Juli 2020 ist er vertrags- und vereinslos.